# Leviathan (Canada's Wonderland)
Pour les articles homonymes, voir Léviathan (homonymie).
Leviathan sont des giga montagnes russes du parc Canada's Wonderland, situé à Vaughan en Ontario, au Canada. Elles ont ouvert le 6 mai 2012. Ce sont les premières montagnes russes du constructeur suisse Bolliger & Mabillard à dépasser la barre des 90 mètres, et donc à être des giga montagnes russes. Elles sont devenues les montagnes russes les plus rapides et les plus hautes du Canada, en battant Behemoth de plus de 20 mètres, des montagnes russes du même constructeur qui se situent aussi à Canada's Wonderland. Leviathan sont aussi les 7e montagnes russes les plus hautes au monde et les 8e plus rapides. Ce sont les 16e montagnes russes du parc.

## Historique
Leviathan a été annoncé officiellement le 18 août 2011. Les premières pièces des montagnes russes sont arrivées la semaine du 11 septembre. Le 12 décembre 2011, la moitié du parcours était construite il a été fini le 7 février 2012. Le premier tour de test a été effectué le 15 mars. L'ouverture au public a eu lieu le 6 mai 2012.

## Trains
Leviathan a trois trains de huit wagons. Les passagers sont placés à quatre sur un seul rang pour un total de 32 passagers par train. Les wagons ressemblent à ceux des hyper montagnes russes de Bolliger & Mabillard, mais les sièges auront un nouveau style.

## Parcours

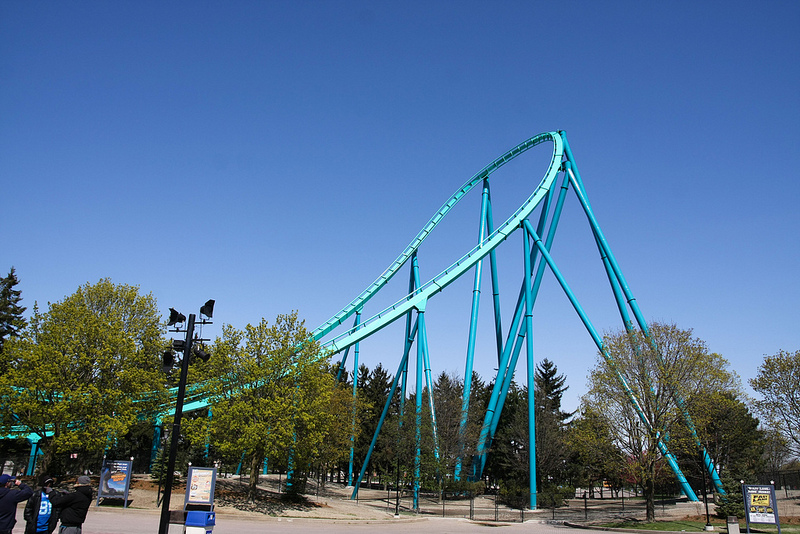
Hammerhead turn

Le parcours de Leviathan a une longueur de 1 672,1 mètres et la hauteur du lift hill est de 93,3 mètres. La première descente est inclinée à 80 degrés. Contrairement aux deux giga montagnes russes d'Intamin, Leviathan utilise  une seule chaîne standard pour le lift hill.
Après avoir quitté la gare, le train fait un virage à 180 degrés vers la droite, puis commence à monter le lift hill. Après avoir atteint le sommet, le train fait la première descente et atteint la vitesse de 148,1 km/h. Ensuite, il fait une courbe vers le haut dans un overbanked turn d'une hauteur de 50 mètres vers la droite avant de redescendre et de faire un virage vers la gauche à environ 122 km/h. La sortie de ce virage mène vers une bosse de 56 mètres de hauteur, suivie d'un hammerhead turn de 45 mètres incliné à 115 degrés. Ces deux éléments sont placés au-dessus du parking et en face de l'entrée principale du parc. À la sortie du hammerhead turn, le train entre dans une courbe à 97 km/h. Ensuite, le train traverse une bosse de 38 mètres de hauteur qui mène dans le dernier élément du parcours, une troisième courbe à haute vitesse vers la gauche qui mène dans les freins finaux et vers la gare.